# Лучано Ре Чекони
Лучано Ре Чекони (на италиански: Luciano Re Cecconi) е италиански футболист, полузащитник.

## Кариера
Ре Чекони прави своя дебют за Про Патрия, тогава в Серия Ц, на 14 април 1968 г. и впоследствие преминава във Фоджа, като помага за промоция от Серия Б за Серия А през сезона 1969/70. През 1972 г. се присъединява към Лацио. Той е ключов играч на отбора на Лацио, който печели титлата през сезон 1973/74 в Серия А, като записва 23 мача и 2 гола. Ре Чекани също така печели и титлата с отбора до 21 години през сезон 1973/74.

## Национален отбор
Лучано Ре Чекони е част от състава на Италия на Световното първенство през 1974 г. Има участие в 2 мача.

## Смърт
Лучано Ре Чекони е смъртоносно прострелян на 18 януари 1977 г., когато на шега се опитва да ограби бижутерия на свой приятел.

## Отличия
Лацио
- Серия А: 1973/74